# Енфилд (Њу Хемпшир)
Енфилд (енгл. Enfield) насељено је место без административног статуса у америчкој савезној држави Њу Хемпшир.

## Демографија
По попису из 2010. године број становника је 1.540, што је 158 (-9,3%) становника мање него 2000. године.
| Група             | 2000.         | 2010.         |
| Белци             | 1.646 (96,9%) | 1.469 (95,4%) |
| Афроамериканци    | 3 (0,2%)      | 9 (0,6%)      |
| Азијати           | 18 (1,1%)     | 8 (0,5%)      |
| Хиспаноамериканци | 16 (0,9%)     | 22 (1,4%)     |
| Укупно            | 1.698         | 1.540         |